# Бромелиеви
Бромелиевите (Bromeliaceae) са семейство многогодишни, цъфтящи, едносемеделни растения.

## Разпространение
Представителите на това семейство са разпространени предимно в тропичните зони на Америка. Най-много представители има в Южна Америка. Въпреки това обаче има и такова растение, виреещо в зоните на западна Африка.
Бромелиите са най-вече епифити. Такива са тези, които се срещат предимно в субтропичните и тропичните зони, където растат закрепени по клоните на дърветата. Има обаче и наземни видове, както и сукулентни растения, разпространени в по-сухите райони, където има ниско количество влага. Срещат се и литофити. Също така има и въздушни бромелии като тиландсията.

## Описание
За бромелиите е много характерен факта, че повечето от тях притежават свойството да задържат вода в розетката си, за да могат да имат достатъчно влага постоянно. Именно заради тази отличителна черта играят важна роля в тропичните гори. Те са една от най-малките екосистеми.
Много видове жаби пренасят и отглеждат поповите си лъжички в тях след излюпването до протичането на процеса метаморфоза. Те обаче не са единствените – някои комари също го правят.
Цъфтежът при бромелиевите настъпва когато растението достигне пълна зрялост. Най-често цветчетата са събрани в цветонос, но понякога са единични. След прецъфтяването майчиното растение загива, но отстрани или понякога централно в розетката избива новата бромелия, която е напълно идентична с майчината. Често малките растения са повече от едно. Когато достигнат зрялост цикълът се повтаря.
Бромелиите са растения, които имат много широко използване. Един от родовете е добре познатият на всички ананас, формиращ познатите по цял свят вкусни плодове. Останалите видове са много красиви, декоративни представители, които спокойно могат да се отглеждат във всеки дом. Маите, ацтеките и инките също са почитали тези растения и са ги използвали в много от церемониите си. Семейство Бромелиеви за първи път е описано и именувано от френския ботаник Antoine Laurent de Jussieu. Родът, който е дал името на семейството, се нарича бромелия (Bromelia).

## Подсемейства
- Bromelioideae
- Pitcairnioideae
- Tillandsioideae